# Zamek w Radoszycach
Zamek w Radoszycach – ruiny zamku królewskiego z przełomu XIV/XV wieku w Radoszycach. Od XVI wieku siedziba starostów niegrodowych. Zniszczony w 1860 roku.

## Historia
Pierwotny dwór królewski stanął na rynku osady zapewne w pierwszej połowie XIV wieku. Był to obiekt stanowiący rodzaj stacji dla króla i jego dworu w czasie podróży po kraju. Znajdował się bowiem przy królewskiej drodze zwanej w średniowieczu Via Magna. Pierwotny dwór był budowlą drewnianą, która przestała funkcjonować przed 1414 rokiem. Zapewne w końcu XIV lub na początku XV wieku z inicjatywy króla Władysława Jagiełły wzniesiono budynek z cegły, zdobiony zendrówką, piętrowy, na rzucie prostokąta o wymiarach około 32,5 × 10,8 m. Nad sklepionymi piwnicami, na poziomie parteru znajdowały się cztery pomieszczenia w amfiladzie oraz sień szeroka o dwóch oknach z glazurowaną na zielono posadzką ceramiczną, zaś na piętrze izby mieszkalne i sala z kaplicą. Całość otaczała drewniana palisada, w której obrębie znajdowała się drewniana zabudowa gospodarcza. Cały zespół był wzniesiony na kępie w pobliżu miasta i był od niego odcięty nawodnionym szerokim rowem. Teren przy dworze królewskim bywał nazywany Wyspą Zamkową. Król Jagiełło odwiedził Radoszyce ze swoim 100 osobowym orszakiem 15 razy i przypuszczalnie tyle razy nocował i prowadził sądy na zamku.
Ostatnim władcą, który przebywał na zamku był król Zygmunt August.
W 1569 roku wzmiankowana była Kamienica Wielka, która bardzo spustoszała, tak, iż nie masz żadnego gmachu mieszkalnego. Zapewne w końcu XVI wieku obiekt nie pełnił funkcji reprezentacyjnych, które przejął drewniany dwór zarządców okolicznych dóbr. W 1650 roku obiekt murowany pełnił funkcje gospodarczo-mieszkalne. Wzmiankowana była wówczas na piętrze, kapliczka nad sklepem, który jest na dole, nad którą była salka, także murowana na kształt wieże pod gontem (..) Pod sklepem, który jest pod kapliczką, jest piwnica dostatnia, do której wejście z podwórza. Dwór miał wówczas sześć izb i dwie duże sale o wymiarach 8,5 × 10,5 m.
W 1765 roku wzmiankowany był zamek z cegły quondam [w kwadrat] wymurowany, teraz tylko cztery ściany stoją, bez dachu, bez powałów, podłóg, drzwi i kominów i okien, a w 1768 roku jadąc Kaczą ulicą, stoi zamek po prawej ręce, czyli pałac, wcale spustoszony, mury tylko same i ściany gołe bez dachu.
Do 1789 roku zamkowa Kamienica Wielka została częściowo rozebrana.
Niedługo później był tam wzmiankowany „pałac drewniany z drzewa kostkowego, przy którym w jednym rogu skarbiec murowany pod jednym dachem (...) skarbiec zaś kratami żelaznymi, w oknach okiennicami i drzwiami takimiż bezpiecznie opatrzony. Niedaleko (..) jest lamus od starej kamienicy pozostały, czyli piwniczki 2 poprawione niedawno nakryte”.
Kamienica Królewska została rozebrana ostatecznie w 1860 roku, a na jego części wzniesiono leśniczówkę.

## Stan obecny
Zachowała się jedynie zachodnia część dawnego zamku (Kamienicy Wielkiej) nazywana „winiarnią”. Obiekt nie jest udostępniany turystom.

## Właściciele
Zamek murowany rozpoczął wznosić pod koniec panowania król Kazimierz III Wielki lub, co jest bardziej prawdopodobne, król Władysław II Jagiełło, który zakończył budowę tego obiektu przed 1414 rokiem. Następnie od roku 1569, kiedy to wydzielono tutejsze starostwo radoszyckie ze starostwa chęcińskiego, była to siedziba starostów niegrodowych. W roku 1588 jako starosta był wzmiankowany Stanisław Przerembski herbu Nowina. Po roku 1622 starostą był Jan Magnus Tęczyński herbu Topór. W latach 1623–1628 Jerzy Ossoliński herbu Topór. W roku 1638 starosta Mikołaj Ossoliński, syn Prokopa, odstąpił starostwo Jackowi Derszniakowi herbu Korczak, a ten w roku 1643 przekazał je swemu synowi Aleksandrowi Derszniakowi. Ten zaś w roku 1685 przekazał je swemu synowi Stanisławowi. W 1728 roku jako starosta radoszycki występuje Stanisław Kostka Czartoryski herbu Pogoń, następnie od 1771 roku jego syn Józef Klemens Czartoryski, który w roku 1774 odstąpił tutejsze starostwo Jackowi Hiacyntowi Małachowskiemu herbu Nałęcz. W roku 1789 jako starosta był wymieniany tenże Hiacynt hr. Małachowski h. Nałęcz, kanclerz wielki koronny.

## Lamus dworski – Skarbiec
Około 1600 roku na północny zachód od dawnego dworu królewskiego wzniesiono murowany kamienny lamus na rzucie kwadratu o boku 6,8 m, przykryty sklepieniem kolebkowym. Pełnił on przypuszczalnie funkcję skarbca, gdzie chowano przedmioty, które mogły spłonąć w drewnianym dworze. Budynek jest zachowany do dzisiaj z renesansową kamieniarką w obramieniu drzwi (mimo licznych gruntownych przebudów). W latach 70. XX wieku do lamusa dobudowano magazyn co zatarło częściowo jego walory zabytkowe. Zachowały się renesansowe trójuskokowe odrzwia z piaskowca i z tego samego materiału obramienia okienne.